# Плачидо Корси
Отец Плачидо Корси (на италиански: Placido Corsi) е италиански католически духовник, пасионист.

## Биография
Плачидо Корси е роден на 25 февруари 1899 г. в Графиняно, недалеч от Рим. На 9 август 1925 г. е ръкоположен за свещеник и по негово желание е изпратен като мисионер в България.
В края на 20-те години на XX в. част от миряните от енорията „Свети Архангел Михаил“ в село Трънчовица, начело с помощник-енориста - отец Плачидо Корси - се амбицират да построят втора църква в селото. Така през 1928 г. те образуват нова енория – „Светият кръст“ и построяват нова църква през 1933 г.
От 1935 г. до 1940 г. отец Корси е енорист в енорията „Свети Анна“, а след това до 1947 г. в „Пресвето сърце Исусово“. В същото време отговаря за католическите имоти в Никополската католическа епархия.
Преди заминаването си за Италия в края на месец юли 1946 г. отец Галони представя на българските власти отец Плачидо Корси за „временно управляващ Апостолическата делегация“ и иска дипломатически паспорт, който получава на 3 август 1948 г. През ноември същата година отец Галони се завръща отново в България, но на 3 януари 1949 г. заминава отново за Италия, оставяйки на отец Корси да управлява нунциатурата.
На 23 февруари 1949 г. българското правителство, в лицето на министъра на външните работи Васил Коларов, обявява дипломатическите отношения между Народна република България и Ватикана за несъществуващи. На следващия ден милиционери обграждат сградата на Апостолическата нунциатура на ул. „11 август“ № 6 в София. Страхувайки се от насилствено нахлуване, отец Плачидо Корси пренася тайно през нощта на 24 срещу 25 февруари архива на нунциатурата в посолството на Италия. На 25 юни 1949 г. Корси подписва пълномощно, с което поверява пазенето на Ватиканските имоти на Фортунат Бакалски.
На 21 януари 1950 г. служители на Държавна сигурност арестуват отец Плачидо Корси, закарват го насила до Софийската централна гара, където е качен на влак и ескортиран до границата.
На 30 август 1953 г. в град Нетуно близо до Рим 59-годишният сакристан на параклиса „Света Мария Корети“ Доменико Фратини застрелва с пистолет отец Филипо Де Сантис, ректор на семинария и тежко ранява отец Плачидо, който умира след два дни в болницата в Нетуно.